# Гринчак Євстахій Михайлович
Євстахій Михайлович Гринчак (1 грудня 1907, місто Борислав, Австро-Угорщина — 4 грудня 1983, місто Борислав Львівської області) — буровий майстер нафтогазової промисловості, діяч Української РСР. Депутат Верховної Ради СРСР 4—5-го скликань. Депутат Дрогобицької обласної ради 3-го скликання.

## Біографія
Народився 1 грудня 1907 року в українській родині робітника-нафтовика. Син Михайла Гринчака з Лемківщини.
Після закінчення Бориславської семирічної початкової школи з 1921 року працював буровим робітником у нафтогазовій промисловості міста Борислава.
У 1929—1931 роках — служба у польській армії. У 1931—1933 роках — безробітний.
З 1933 року — бурильник, помічник майстра на нафтопромислах міста Борислава.
У 1939—1941 роках — бурильник 8-го нафтопромислу міста Борислава. У 1941 році — бурильник 2-го нафтопромислу міста Борислава.
З 1945 року — буровий майстер Бориславської контори буріння тресту «Бориславнафта» об'єднання «Укрнафта» в місті Бориславі Дрогобицької області.
У 1946 році навчався на курсах підвищення кваліфікації бурових майстрів у місті Баку (Азербайджанська РСР).
Член КПРС з 1955 року.
Похований в місті Бориславі, на цвинтарі в мікрорайоні Тустановичі, що на вулиці Трускавецькій, неподалік дерев'яної церкви Перенесення Мощів Святого Миколая.

## Нагороди
- орден Леніна (23.01.1948)
- орден «Знак Пошани» (19.03.1959)
- медалі